# Якуб Скарбек
Якуб Скарбек з Ґури гербу Абданк (пом. 1438) — польський шляхтич, військовик, посол короля Владислава II Ягайла.

## Біографія
Його дідична Ґура була або в Малопольщі, або — Великопольщі. Найправдоподібніше, походив з Ґур Високих Сандомирських, де засвідчені поселення Бучацьких гербу Абданк, з якими була пов'язана його родина.
Перша згадка про нього — 1408 року, брав участь у збройній виправі короля Сигізмунда Люксембурга до Боснії. Ян Длуґош вказав його серед відомих польських лицарів, що помагали мадярам. Після ворожої щодо Польщі політики Сигізмунда Люксембурга під час війни з тевтонцями покинув службу в нього. Брав участь в Ґрюнвальдській битві в складі корогви лицарів Краківської землі.
У 1415 році король Владислав II Ягайло вислав його послом до Порти. В 1422 році поставив печатку під Мельненським миром. 8 травня 1434 перебував у Перемишлі з Ягайлом. Після смерті короля був призначений «тутором» Львівської землі, мав наглядати за доходами скарбниці короля, над замками через неповноліття Владислава ІІІ. 4 березня 1436 брав участь в з'їзді у Сєрадзі, де затвердили Берестейський мир 1435.
Загинув у битві з татарами на Поділлі близько 1 червня 1438 року.

### Власність
Саранчуки (Галицька земля), що було сусіднім з володіннями представників роду шляхтичів Бучацьких гербу Абданк. Можна припустити, що його отримав у спадок від предків, які появились тут в XIV ст. Міг мати пол. Trzcieniec, Вільхо(і)вець, Петриків Теребовлянського повіту, якими 1441 року володів син Ян. Мав невідомі поселення в Сандомирщині, Львівській землі, де його син в 1440 році мав Козову.

### Сім'я
Дружина — Фєнна (пол. Fienna). Посаг дружини — 200 гривень, отже, була із заможної родини. Походження її невідоме; певне, була шляхтичкою, може, міщанкою. За Владиславом Семковічем, була «кровною» Бучацьких. Щоправда, це не вказано в її походженні, а Бучацькі тоді були «високого польоту». Їй 4 червня 1437 записав 350 гривень «оправи» на Саранчуках. Діти:
- Богдан з Козови (†1460)
- Ян з Саранчуків, Вільхівця, Тшцянця, його дружина — Анна з Поморян, дідичка значного маєтку після львівського хорунжого Миколая Свинки.[2]